# Krieg der Acht Heiligen
Der Krieg der acht Heiligen (1375–1378) war ein Krieg zwischen Papst Gregor XI. und einer Koalition italienischer Stadtstaaten unter Führung von Florenz, der zum Ende des Avignonesisches Papsttums beitrug.

## Ursachen

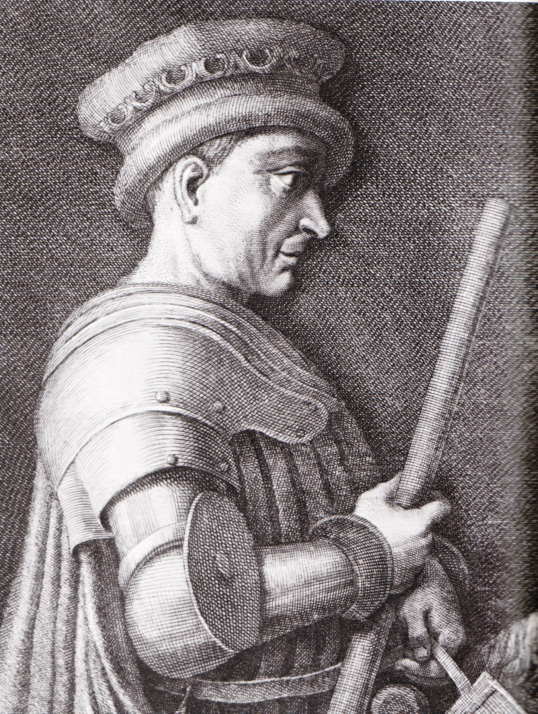
John Hawkwood, Condottiere im Dienst von Gregor XI. im Krieg gegen Mailand

Die Ursachen des Krieges lagen in miteinander verknüpften Problemen: Der florentinische Widerstand gegen die Ausdehnung des Kirchenstaates nach Mittelitalien (die die Päpste von Avignon zur Bedingung für ihre Rückkehr gemacht hatten) und die Abneigung gegen die Partei der Guelfen in Florenz. Im Herbst 1372 befürchtete Florenz insbesondere, dass Gregor XI. beabsichtigte, einen Gebietsstreifen in der Lunigiana, den Florenz von Bernabò Visconti erobert hatte, wieder zu besetzen, und dass die Ubaldini von der florentinischen zur päpstlichen Loyalität wechseln könnten.
Gregor XI. erhob auch mehrere Klagen gegen Florenz, weil es ihm die direkte Unterstützung im Krieg gegen die Visconti von Mailand verweigerte. Als der Krieg Gregors XI. gegen Mailand 1375 endete, befürchteten viele Florentiner, dass der Papst seine militärische Aufmerksamkeit auf die Toskana richten würde. So schloss Florenz mit dem englischen Condottiere John Hawkwood, dem obersten militärischen Befehlshaber Gregors XI., einen Nichtangriffspakt gegen die Summe von 130.000 Gulden, die von einem achtköpfigen Komitee, das von der Signoria von Florenz ernannt wurde, den Otto dei Preti, bei den örtlichen Geistlichen, Bischöfen, Äbten, Klöstern und kirchlichen Einrichtungen gesammelt wurden. Hawkwood erhielt außerdem ein jährliches Gehalt von 600 Gulden für die nächsten fünf Jahre und eine lebenslange jährliche Rente von 1.200 Gulden.
Die von Gregor XI. gegen Mailand eingesetzten Söldner waren nun arbeitslos und sorgten in den päpstlichen Städten häufig für Spannungen und Konflikte.

## Krieg
Unmittelbar vor Kriegsausbruch, im Juli 1375, schloss Florenz ein Bündnis mit Mailand, und die Kriegsführung wurde vollständig einem von der florentinischen Herrschaft ernannten achtköpfigen Komitee, dem Otto della Guerra, übertragen.
Florenz zettelte 1375 einen Aufstand im Kirchenstaat an. Florentinische Agenten wurden in mehr als vierzig Städte des Kirchenstaates entsandt, darunter Bologna, Perugia, Orvieto und Viterbo, um eine Rebellion anzuzetteln, von denen viele erst durch die Bemühungen des Kardinals Gil Álvarez Carrillo de Albornoz wieder unter päpstliche Autorität gestellt wurden. Der humanistische Kanzler von Florenz, Coluccio Salutati, verbreitete öffentliche Briefe, in denen er die Städte aufforderte, sich gegen die „tyrannische“ und „korrupte“ päpstliche Herrschaft aufzulehnen und stattdessen eine Rückkehr zum traditionellen Republikanismus anstreben.

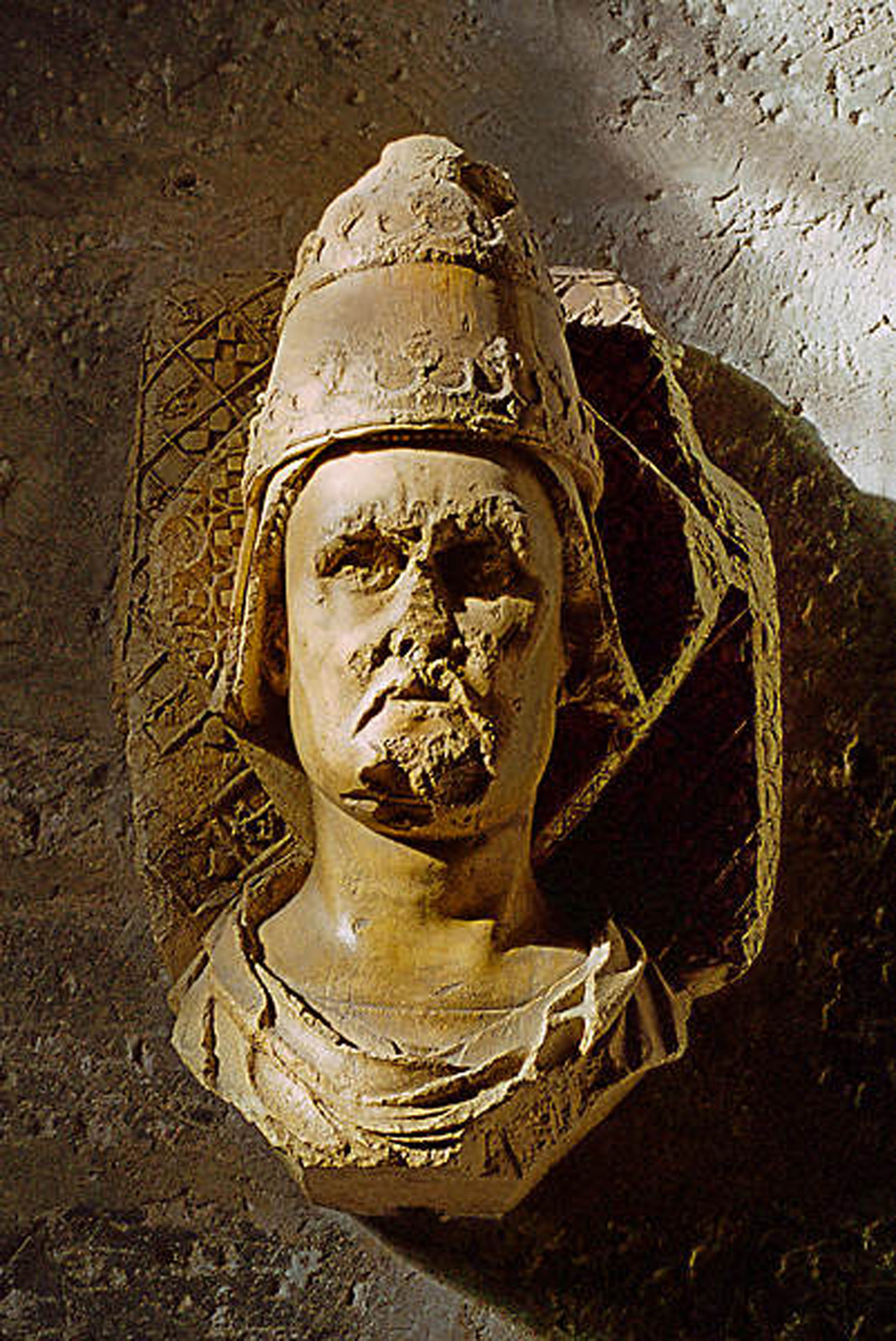
Robert von Genf, der spätere Gegenpapst Clemens VII., der Befehlshaber der päpstlichen Truppen nach 1377

Papst Gregor XI. exkommunizierte am 31. März 1376 alle Mitglieder der florentinischen Regierung und stellte die Stadt unter ein Interdikt, das den Gottesdienst in Florenz verbot und die Verhaftung und Versklavung der Florentiner sowie die Beschlagnahmung ihres Besitzes in ganz Europa legalisierte. Anstatt zu versuchen, sich dem Interdikt zu widersetzen, organisierten die Florentiner zunächst außerkirchliche Prozessionen (einschließlich der Flagellanten) und Bruderschaften, einschließlich des Wiederauflebens von Gruppen wie den Fratizellen, die zuvor als Ketzer gegolten hatten. Das Gebäude der Florentiner Inquisition wurde zerstört, und die Signoria hob die gesetzlichen Beschränkungen für Zinswucher und andere Praktiken auf, die von den (inzwischen aufgelösten) kirchlichen Gerichten verdammt waren.
Als Katharina von Siena, die große Vermittlerin zwischen den gegensätzlichen Interessen der Florentiner und des Papsttums, die Rückkehr des Papstes nach Italien erreichte (er reiste vom 13. September 1376 bis zum 17. Januar 1377), wurde von Rom aus eine neue Verhandlungsrunde eröffnet. Die Diplomatie blieb jedoch erfolglos, während sich auch Bolsena auflehnte und Cesena das Massaker der Bretonen erlitt, das über 4000 Tote forderte. Nach dem Waffenstillstand von Bologna beschlossen die Florentiner, John Hawkwood auf ihre Seite zu ziehen (April 1377).
Im Oktober 1377 zwang die florentinische Regierung den Klerus jedoch, den Gottesdienst wieder aufzunehmen, woraufhin Angelo Ricasoli, Bischof von Florenz, und Neri Corsini, Bischof von Fiesole, aus Florenz flohen. Die hohen Geldstrafen und Konfiszierungen, die die Signoria gegen die aus ihren Ämtern scheidenden Prälaten verhängte, „die umfangreichste Liquidierung kirchlichen Vermögens in Europa vor der Reformation“, dienten möglicherweise der Finanzierung des immer kostspieliger werdenden Konflikts. Die gesamten Kriegskosten für Florenz betrugen etwa 2,5 Millionen Gulden.
Infolge der Wirtschaftssanktionen Gregors XI. erlitten die Kaufleute der florentinischen „Diaspora“ in ganz Europa wirtschaftliche Schäden, insbesondere die Bankiers Alberti in Avignon, obwohl das Interdikt von vielen, darunter Karl V. von Frankreich, ignoriert wurde.
Hawkwood hielt sich an sein Abkommen mit den Florentinern, keinen Krieg in der Toskana zu führen, und beschränkte sich darauf, die verschiedenen Aufstände innerhalb des Kirchenstaates niederzuschlagen. 1377 ließ Hawkwood Gregor XI. völlig im Stich und schloss sich der antipäpstlichen Koalition an. Auch die anderen Condottieri Gregors XI. beschränkten ihre Aktivitäten auf die Romagna, insbesondere die brutale Plünderung von Cesena im Februar 1377, die als Massaker von Cesena bekannt wurde. Im Frühjahr 1377 eroberten päpstliche Söldner Bologna zurück, das bis dahin ein wichtiger Verbündeter von Florenz gewesen war.
Im Jahr 1377 führte Kardinal Robert von Genf (der spätere Papst von Avignon, Clemens VII.) die Armee von Gregor XI. an, um den Aufstand niederzuschlagen, und Gregor XI. selbst kehrte nach Italien zurück, um seine römischen Besitzungen zu sichern, was de facto das Ende des Papsttums von Avignon bedeutete. Gregor XI. traf nach einer beschwerlichen Reise (einschließlich eines Schiffbruchs) im Januar 1377 in Rom ein und starb dort im März 1378.

## Konfliktlösung
Im Februar und März 1378 fand in Sarzana unter der Vermittlung von Bernabò Visconti eine Friedenskonferenz statt. Neben den Kriegsparteien entsandten auch das Heilige Römische Reich sowie die Königreiche Frankreich, Ungarn, Spanien und Neapel Vertreter. Als die Konferenz am 31. März vom Tod Gregors XI. erfuhr, wurden vorläufige Friedensbedingungen vereinbart. Visconti übermittelte die Bedingungen dennoch den Hauptparteien, aber die Konferenz wurde abgebrochen.
Im Juli 1378 wurde schließlich in Tivoli ein Friedensvertrag geschlossen, der mit Papst Urban VI. ausgehandelt wurde. Der Vertrag sah vor, dass Florenz dem Papst 200.000 Gulden (im Gegensatz zu der ursprünglich von Papst Gregor XI. geforderten Entschädigung von einer Million Gulden) zahlen, alle von der weltlichen Regierung gegen die Kirche erlassenen Gesetze aufheben und alle beschlagnahmten oder geraubten Güter des Klerus zurückgeben sollte. Im Gegenzug sollte der Papst das über Florenz verhängte Interdikt aufheben und die eingeschränkte Akzeptanz von Florenz durch die kirchliche Gemeinschaft wiederherstellen.

## Acht Heiligen

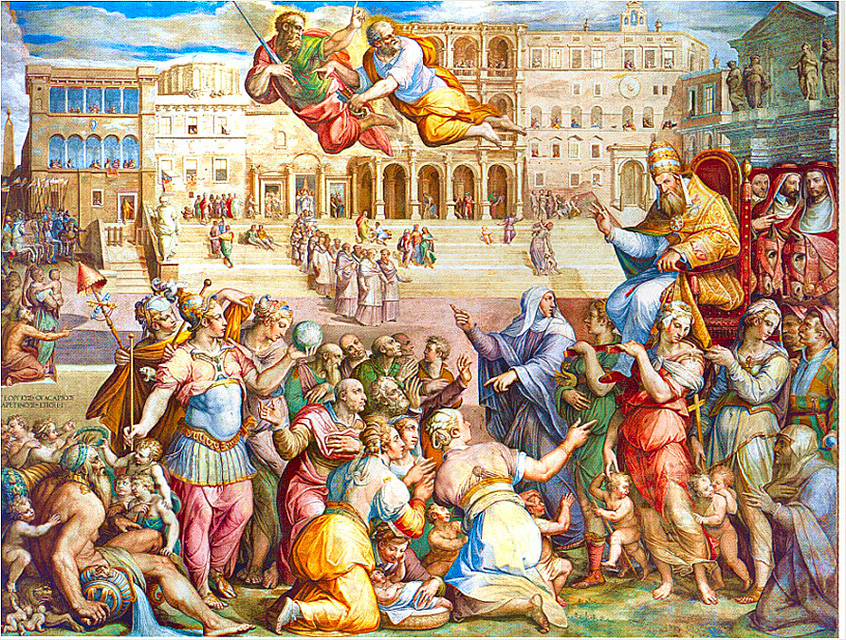
In der Exkommunikationsbulle von Papst Gregor XI. wurden die „Acht Heiligen“ als „Acht Priester“ bezeichnet.

Die Acht Heiligen (Otto Santi) können sich auf einen oder beide der zwei achtköpfigen Balìa beziehen, die während des Krieges von der Signoria von Florenz ernannt wurden. Als Florenz mit Hawkwood einen Nichtangriffspakt schloss, der 130.000 Gulden kostete, wurde eine Sonderkommission aus acht Bürgern gebildet, die dem Klerus von Florenz und Fiesole eine einjährige Zwangsanleihe auferlegte, um die Summe aufzubringen. Später wurde ein zweiter Rat aus acht Männern gebildet, um die militärischen und diplomatischen Vorbereitungen für einen Krieg gegen den Papst zu treffen.
Die Identität der Gruppe der Acht Heiligen ist nach wie vor umstritten. Der Abgabenausschuss wird von den meisten Gelehrten als Otto Santi akzeptiert, obwohl einige argumentieren, dass Otto Santi sich auf den Kriegsrat bezieht. Die erste historische Erwähnung der Acht des Krieges (Otto della Guerra) als Otto Santi findet sich 1445 in einem Bericht des Florentiner Historikers Domenico Buoninsegni. In den Berichten von Zeitgenossen des Krieges wie Leonardo Bruni und Giovanni Morelli taucht er nicht auf. Buoninsegni hatte diese Bezeichnung, mit der im August 1378 eine Gruppe von acht Personen (Gli Otto Santi del Popolo di Dio) bezeichnet wurde, die sich nach dem Ciompi-Aufstand, der unmittelbar auf den Krieg der Acht Heiligen folgte, gebildet hatten, auf die Otto della Guerra angewandt. In der Exkommunikationsbulle vom 31. März 1376 wird der Name dagegen für die Otto dei Preti (den Steuerausschuss, wörtlich: „Acht Priester“) verwendet.
Die Otto dei Preti, wurden am 7. Juli 1375 ernannt, um die Besteuerung des Klerus im Rahmen des Nichtangriffspakts durchzuführen:
| - Matteo Malefici - Antonio di Forese Sacchetti - Bardo di Guglielmo Altoviti - Salvi Filippo Salvi | - Giovanni d’Angiolo Capponi - Antonio di Filippo Tolosini - Recco di Guido Guaza - Michele di Puccio |

Der Otto della Guerra (Kriegsrat) wurde am 14. August 1376 ernannt und setzte sich aus vier Vertretern der Zünfte und vier Mitgliedern des Adels zusammen.
| Vertreter der wichtigsten Gilden - Giovanni Dini – Gewürze - Guccio Gucci – Kleidermacher Vertreter der kleineren Gilden - Matteo Soldi – Weinhändlerl - Giovanni di Mone – Getreideverarbeitung | Mitglieder der elitären Familien von Florenz - Alessandro de’ Bardi - Giovanni Magalotti - Andrea Salvati - Tommaso Strozzi |